# La Ferté-Beauharnais
La Ferté-Beauharnais è un comune francese di 525 abitanti situato nel dipartimento del Loir-et-Cher nella regione del Centro-Valle della Loira.

## Società

### Evoluzione demografica
Abitanti censiti